# Villenense
El término villenense o villenero hace referencia a:
- Persona natural de Villena, situada en la provincia de Alicante, Comunidad Valenciana, España.
- Perteneciente o relativo a esta ciudad de la provincia de Alicante, Comunidad Valenciana, España.
- Variedad del dialecto murciano hablada en esta ciudad y su área de influencia.

## Variantes y uso
Si bien villenense es el término estándar y el más utilizado, de manera popular o afectiva está también muy extendido el gentilicio villenero. Como error continuado, ya que el término nunca se ha utilizado, se suele listar el cultismo vigerrense, procedente de Vigerra (o Bigerra), que supuestamente era la ciudad romana correspondiente con la actual Villena (al estilo de gentilicios tales como ilicitano, accitano, hispalense, etc.). Dicha hipótesis se había desterrado ya en el siglo XIX por diversos motivos, entre ellos que no existe constancia documental ni arqueológica de que hubiera un núcleo de población estable más allá de unas villas en todo el término de Villena durante la época romana y tardorromana.